# Orizuru

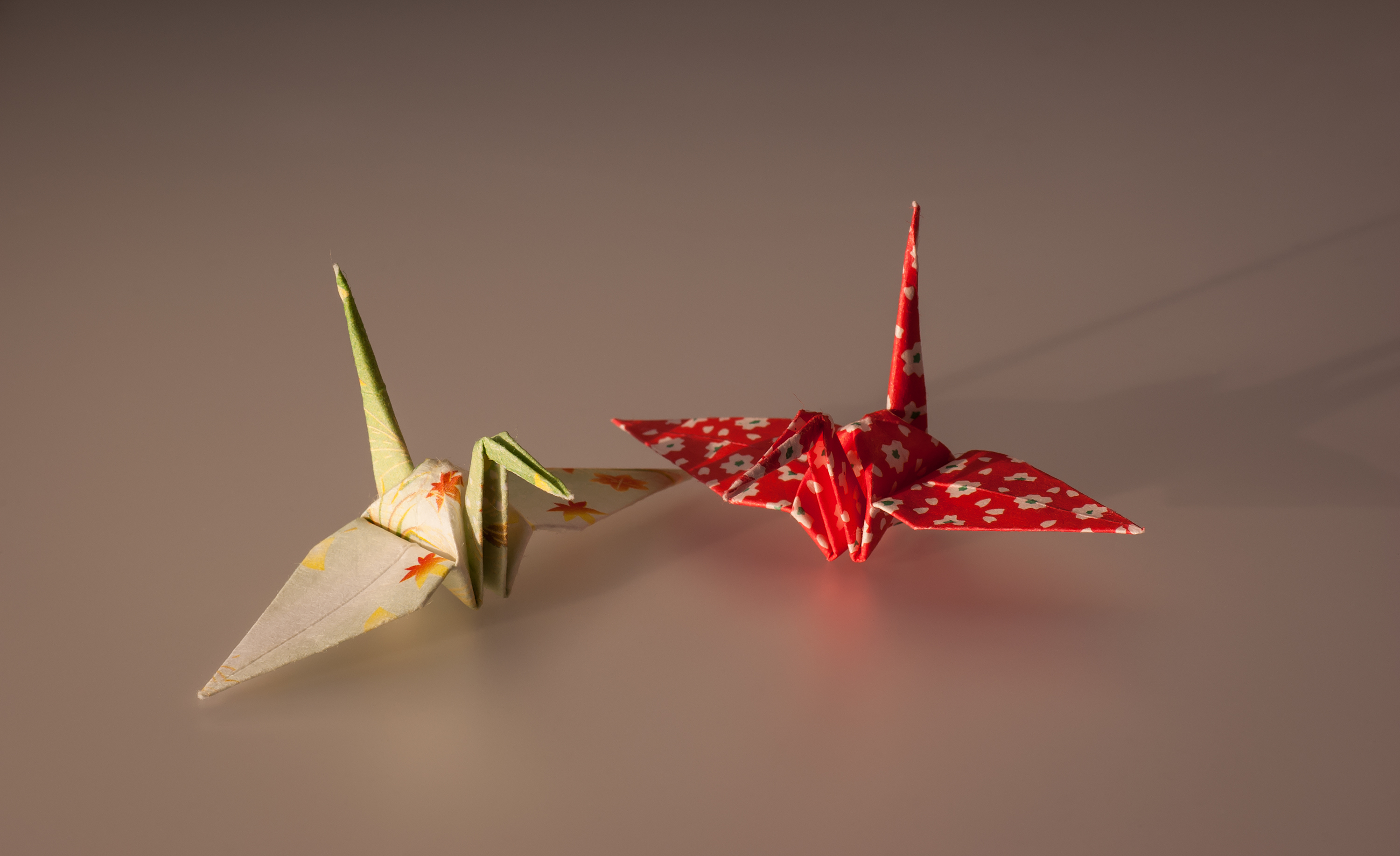
Gru di carta (orizuru)

L'orizuru (折鶴? lett. "gru piegata", da ori- "piegato"  e tsuru "gru"), o gru di carta, è una forma considerata la più classica di tutti gli origami giapponesi. Si tratta di una rappresentazione della gru della Manciuria, che ha un significato speciale nella cultura giapponese, in cui si ritiene possa vivere fino a mille anni.
È spesso usato come un simbolo cerimoniale o per la decorazione dei tavoli dei ristoranti. Viene altresì utilizzato come modello matematico. La catena composta da mille orizuru legate assieme è chiamata senbazuru (千羽鶴?), che significa appunto "mille gru".

## Renzuru

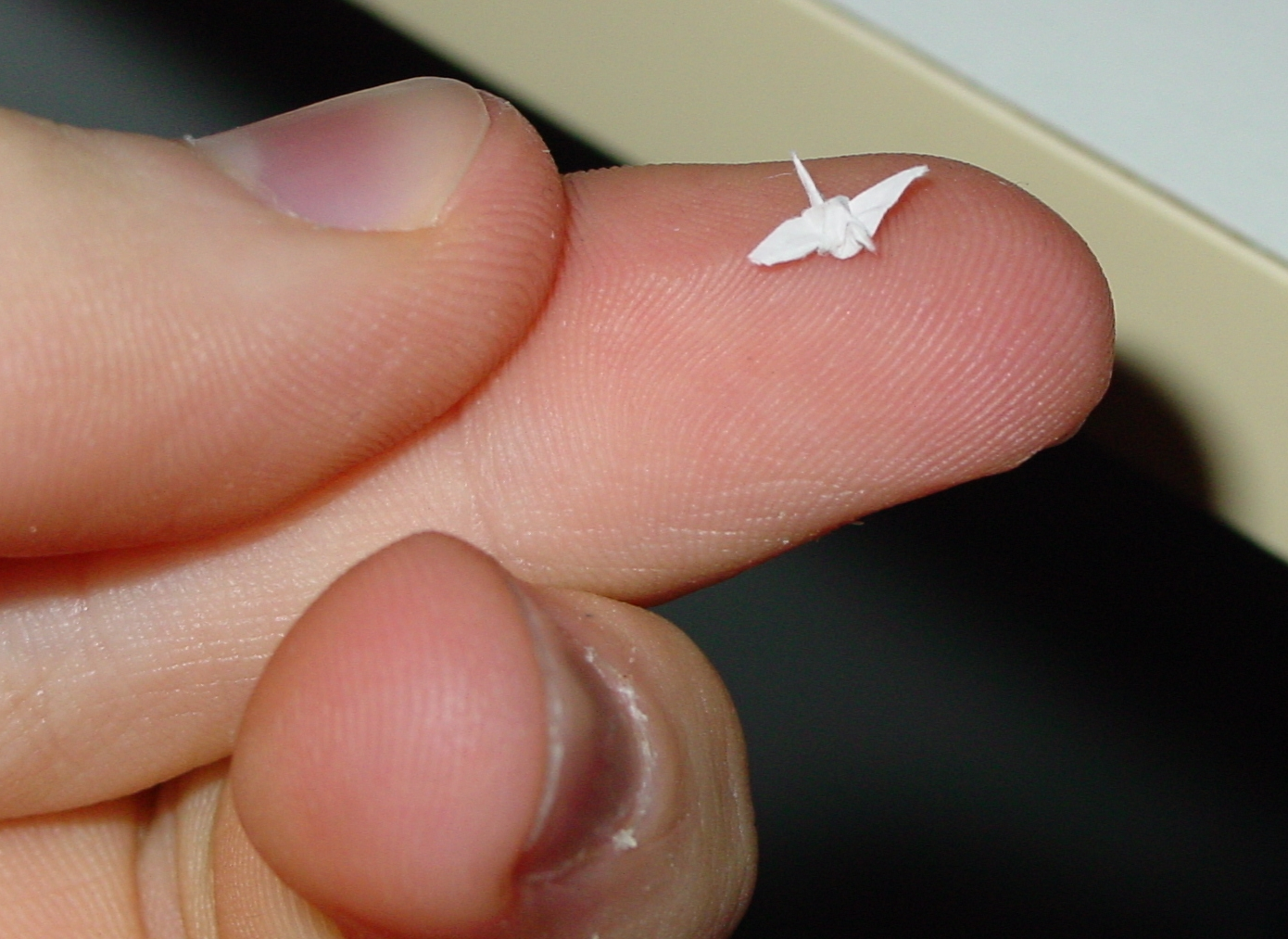
Una orizuru molto piccola

Il termine renzuru (連鶴? "gru siamesi") si riferisce ad una tecnica di origami con cui si piegano più gru da un unico foglio di carta (di solito quadrato), impiegando un numero di tagli strategici per formare un mosaico di quadrati più piccoli parzialmente staccati dal grande a partire dal foglio quadrato originale. Le gru risultanti sono collegate tra loro (ad esempio tramite le punte dei becchi, ali o code) oppure alla parte superiore del corpo (ad esempio, un cucciolo di gru posato sul dorso della madre). L'abilità consiste nel riuscire a piegare tutte le gru senza rompere i piccoli ponti di carta che le collegano l'una all'altra o, in alcuni casi, per occultare efficacemente l'aggiunta di un pezzetto di carta.
Le tipiche configurazioni renzuru comprendono un cerchio di quattro o più gru attaccate alle estremità alari. Una delle forme più semplici, costituita da un mezzo quadrato (cioè un rettangolo 2x1) tagliato a metà da uno dei lati lunghi, è quella di due gru che condividono un'intera ala, disposta verticalmente tra i loro corpi; teste e code possono guardare nello stesso senso o in direzioni opposte. Questo è noto come imoseyama. Se fatta con carta di colore diverso da un lato rispetto all'altro lato, le gru saranno di diversi colori.
Questa tecnica origami è stata illustrata per la prima volta in uno dei più antichi libri di origami conosciuti, lo Hiden Renzuru no Orikata (1797). (Diagrammi aggiornati da questo primo lavoro si possono trovare nel libro dell'autore giapponese Kunihiko Kasahara.)

## Come piegare la orizuru

Istruzioni di piegatura della gru, utilizzando il sistema di notazione Yoshizawa–Randlett.